# Horní Bludovice
Horní Bludovice är en ort i Tjeckien. Den ligger i den östra delen av landet, 290 km öster om huvudstaden Prag. Horní Bludovice ligger 259 meter över havet och antalet invånare är 1 652.
Terrängen runt Horní Bludovice är huvudsakligen platt. Horní Bludovice ligger nere i en dal. Runt Horní Bludovice är det tätbefolkat, med 343 invånare per kvadratkilometer. Närmaste större samhälle är Ostrava, 14,6 km nordväst om Horní Bludovice. Omgivningarna runt Horní Bludovice är en mosaik av jordbruksmark och naturlig växtlighet.